# Авраамічні релігії
Світовий відсоток прихильників релігій, 2015 р.

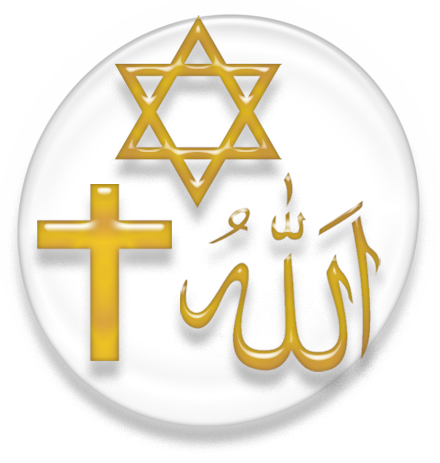
Символи трьох головних авраамічних релігій: юдаїзму, християнства та ісламу

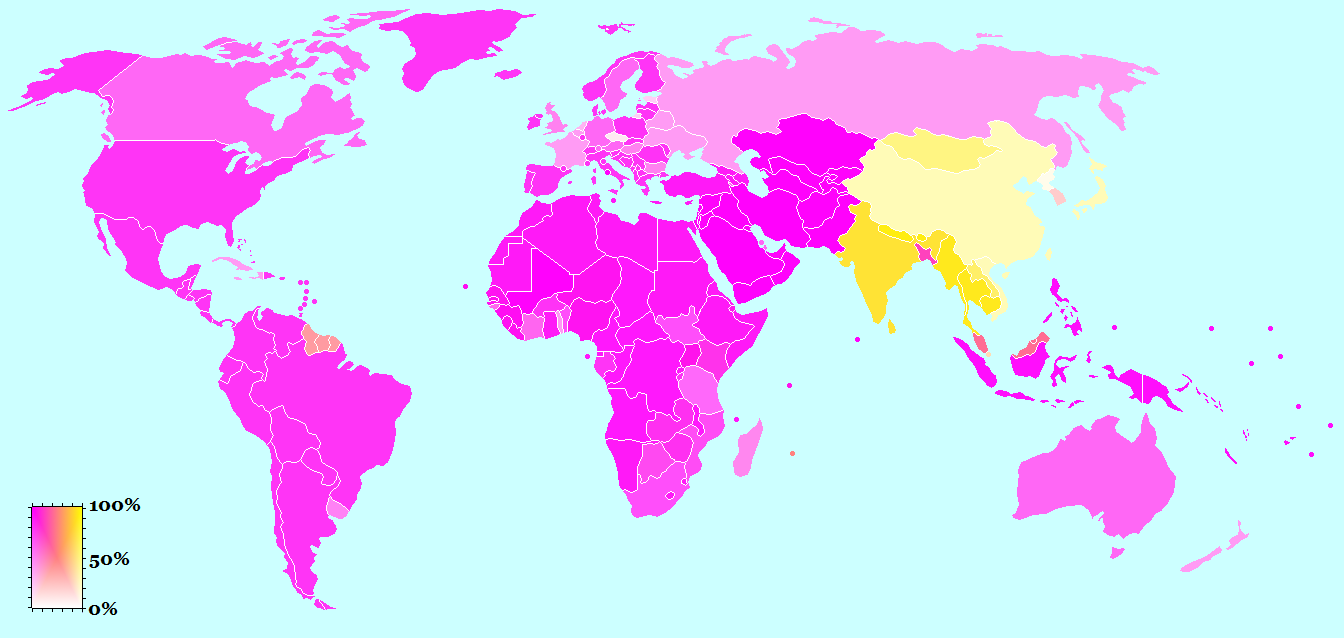
Карта, що показує розподіл авраамічних (рожевий) і дгармічних (помаранчевий) релігій на планеті

Авраамі́чні релі́гії, або авраамічні віровчення — релігійні системи (юдаїзм, християнство та іслам), які розвинулися на основі віровчення праотця Авраама.
Авраамічні релігії називають також релігіями об'явлення, оскільки вважається, що ядро їхніх учень засновано на Об'явленні, тобто саморозкритті Божества і проголошенні ним своєї волі людині.
Первинне письмове джерело авраамічних релігій — Тора (П'ятикнижжя Мойсеєве). В цілому Тору визнають, хоч і по-різному тлумачать, всі авраамічні релігії. Старий Заповіт християнської традиції практично повністю відповідає єврейському ТаНаХу, а Коран і хадиси містять чимало спільносемітського матеріалу. Десять заповідей Мойсея є спільними заповідями для юдаїзму, християнства та ісламу.

## Течії
- Самаряни
- Юдаїзм (колись поділявся на садукеїв, фарисеїв та ессеїв).
- Християнство. Головні течії: католицтво, протестантизм і православ'я.
- Караїмізм.
- Месіанський юдаїзм. До нього належать євреї та не-євреї, які визнають Ісуса Христа Месією.
- Єзидизм.
- Вацдін (осетинська народня релігія)
- Іслам. Основні течії: суннізм та шиїзм. Меншими сектами є ісмаїліти в тому числі Друзи
- Мормони (як і мусульмани, не є християнами через те, що приймають ще одного пророка та інші книги одночасно з Біблією)
- Церква об'єднання
- Також до авраамічних релігій слід віднести частину народних вірувань Африки, Австралії, та островів, оскільки вони утворилися від поєднання місцевих традицій, християнстві та ісламу.